# The Courage of Others
The Courage of Others é o terceiro álbum de estúdio da banda americana de soft-rock / folk-rock Midlake, lançado a 1 de fevereiro de 2010 pelo selo Bella Union.

## Faixas
1. "Acts of Man" - 2:55
2. "Winter Dies" - 5:04
3. "Small Mountain" - 3:39
4. "Core of Nature" - 4:29
5. "Fortune" - 2:05
6. "Rulers, Ruling All Things" - 4:22
7. "Children of the Grounds" - 3:55
8. "Bring Down" (Vocal de Stephanie Dosen) - 3:37
9. "The Horn" - 4:07
10. "The Courage of Others" - 3:17
11. "In the Ground" - 4:15

| Críticas profissionais | Críticas profissionais |
| Avaliações da crítica  | Avaliações da crítica  |
| Fonte                  | Avaliação              |
| ---------------------- | ---------------------- |
| allmusic               | [ 2 ]                  |
| BBC                    | (positivo)             |
| Drowned in Sound       | [ 4 ]                  |
| musicOMH               | [ 5 ]                  |
| NME                    | [ 6 ]                  |
| One Thirty BPM         | [ 7 ]                  |
| Pitchfork Media        | [ 8 ]                  |
| Rolling Stone          | [ 9 ]                  |
| Spin                   | [ 10 ]                 |
| Toro                   | [ 11 ]                 |